# Theodor Christensen
Christen Johannes Theodor Gleerup Christensen (født 6. april 1914 i Tveje Merløse, Holbæk, død 2. september 1967 i København) var en dansk filminstruktør, filmteoretiker, lærer og modstandsmand. Blandt andet kendt for hans dokumentarfilm om besættelsesårene som eksempelvis Det gælder din frihed, De fem år og Danmark i Lænker.

## Liv og karriere
Han var søn af kommunelærer Jens Peter Christensen (1880-1972) og Sofie Amalie Gleerup (1880-1944). Han blev student i 1932 og læste derefter statsvidenskab på Københavns Universitet, hvor han blev ven med studiekammeraten Karl Roos, som senere blev Christensens samarbejdspartner i mange filmaktiviteter.
Blandt hans dokumentarfilm skal nævnes Iran - det nye Persien (1939), Det gælder din frihed (sammen med Karl Roos) (1946), Her er Banerne (1947) og De fem år (1955, sammenklippet af især Danmark i Lænker og Det gælder din frihed.
Under besættelsen organiserede han illegale filmgrupper (Modstandsbevægelsens Filmgruppe), som blandt andet optog en række BOPA-aktioner, filmene blev derefter sendt til Special Operations Executive. I 1946 fik han til opgave af Danmarks Frihedsråd, at lave en dokumentarfilm, der præsenterede besættelsestiden fra modstandsbevægelsens synsvinkel, og det blev til filmen Det gælder din frihed. Filmen er et udtryk for, at modstandsbevægelsen søgte at opnå politisk indflydelse i de første år af efterkrigstiden.
Christensen var lærer på det cubanske filminstitut og på Den Danske Filmskole, som han var med til at oprette 1966. Han var desuden medlem af Socialdemokratiets kulturudvalg 1963, der forberedte Filmloven af 1965.
Christensen er begravet på Bispebjerg Kirkegård.

## Filmografi[3]
- Til Peter fra Far & Mor, Produktion, Dokumentarfilm
- 1938, C - et Hjørne af Sjælland, Instruktion, Dokumentarfilm
- 1939, Iran - det nye Persien, Instruktion, Dokumentarfilm
- 1939, Cherry Heering, Instruktion, Dokumentarfilm
- 1939, Vi besøger Næstved, Manus, Dokumentarfilm
- 1940, Jens Langkniv, Drejebog, Spillefilm
- 1940, Det brænder i Norden, Instruktion. Dokumentarfilm
- 1941, De hundrede dage, Instruktion, Dokumentarfilm
- 1941, Ungdom i arbejde, Instruktion, Dokumentarfilm
- 1941, Idrætssvømning, Instruktion, Dokumentarfilm
- 1941, Hvor enkeltspor bliver dobbelte, Instruktion, Dokumentarfilm
- 1941, Med Hæren paa Øvelse,Instruktion, Dokumentarfilm
- 1941, Mod Difteri I, Instruktion, Dokumentarfilm
- 1941, Ungdom i arbejde (lang stum udg.), Instruktion, Dokumentarfilm
- 1941, Ungdom i arbejde (lang toneudg.), Instruktion, Dokumentarfilm
- 1942, Gas under Jorden, Instruktion, Dokumentarfilm
- 1942, Gammelt Metal - nye Varer, Instruktion, Dokumentarfilm
- 1942, Farvel til Hverdagen, Instruktion, Dokumentarfilm
- 1942, Skoven, Instruktion, Dokumentarfilm
- 1942,Ordre No. 95807, Instruktion, Dokumentarfilm
- 1942, Hørren rykker frem, Instruktion, Dokumentarfilm
- 1942, Mod Difteri II, Instruktion, Dokumentarfilm
- 1942, Vore Tænder, Instruktion, Dokumentarfilm
- 1943, 7 mill. HK - En film om Burmeister & Wain, Instruktion, Dokumentarfilm
- 1943, Hos Kofoed paa Amager, Instruktion, Dokumentarfilm
- 1943, Mennesker i et Hus, Instruktion, Dokumentarfilm
- 1944, Gengas, Instruktion, Dokumentarfilm
- 1944, Gengas er Giftgas, Instruktion, Dokumentarfilm
- 1944, Denmark fights for freedom, Instruktion, Dokumentarfilm
- 1945, Dansk Staal, Instruktion, Dokumentarfilm
- 1945, Elvira - et Svin efter Døden, Instruktion, Dokumentarfilm
- 1946, Det gælder din frihed, Instruktion, Dokumentarfilm
- 1946, Fremtidens borgere, Instruktion, Dokumentarfilm
- 1946, 1337 Mennesker, Instruktion, Dokumentarfilm
- 1947, Radiohuset, Manuskript, Dokumentarfilm
- 1947, Er der kul nok?, Dansk version, Dokumentarfilm
- 1947, Jordens Rovdrift, Dansk version, Dokumentarfilm
- 1947, Kortlægning - i vort liv, Dansk version, Dokumentarfilm
- 1947, Aarhus, Instruktion, Dokumentarfilm
- 1948, Her er Banerne, Instruktion, Dokumentarfilm
- 1948, Lys over hav, Dansk version, Dokumentarfilm
- 1948, Koloniernes Fremtid, Dansk version, Dokumentarfilm
- 1949, Grønt guld, Instruktion, Dokumentarfilm
- 1949, Mere end ord, Dansk version, Dokumentarfilm
- 1949, Det gaar fremad igen, Manuskript, Dokumentarfilm
- 1949, Saadan ligger landet, Instruktion, Dokumentarfilm
- 1950, Blind, Produktion, Dokumentarfilm
- 1950, Nordsø Sild, Produktion, Dokumentarfilm
- 1951, Alle mine skibe, Instruktion, Dokumentarfilm
- 1952, The Pattern of Co-Operation, Instruktion, Dokumentarfilm
- 1952, Då och nu, Instruktion, Kort fiktion
- 1952, Besøg på en Chokoladefabrik, Instruktion, Dokumentarfilm
- 1952, Omstigning til fremtiden, Manuskript, Dokumentarfilm
- 1953, Grænseløse verden, Dansk version, Dokumentarfilm
- 1954, Jyske kyst, Manuskript, Dokumentarfilm
- 1954, Student i Danmark, Kommentarer, Dokumentarfilm
- 1954, Bim, Dansk version, Spillefilm
- 1955, De fem år, Instruktion, Dokumentarfilm
- 1955, Den store flåde, Instruktion, Dokumentarfilm
- 1955, Hvad skal jeg være?, Instruktion, Dokumentarfilm
- 1956, Vand fra Eufrat, Instruktion, Dokumentarfilm
- 1956, B & W Alpha, Manuskript, Dokumentarfilm
- 1958, I kø foran livet, Instruktion, Dokumentarfilm
- 1958, Simba, Instruktion, Dokumentarfilm
- 1958, What makes them run?, Instruktion, Dokumentarfilm
- 1958, Træk vejret, Instruktion, Dokumentarfilm
- 1959, Bare en pige, Instruktion, Dokumentarfilm
- 1960, Enden på legen, Instruktion, Dokumentarfilm
- 1960, De fem år (skoleudg.), Instruktion, Dokumentarfilm
- 1960, Vejen til Sartano, Instruktion, Dokumentarfilm
- 1960, Søen, der ændrer Afrikas ansigt, Dansk version, Dokumentarfilm
- 1961, Dit navn er kvinde, Instruktion, Dokumentarfilm
- 1961, Radioaktivt nedfald, Manuskript, Dokumentarfilm
- 1963, Til husbehov, Instruktion, Dokumentarfilm
- 1963, Hvad siger smedene?, Kunstnerisk rådgivning, Dokumentarfilm
- 1964, Hende, Instruktion, Dokumentarfilm
- 1965, Hvad er der i vejen med mor og far?, Instruktion, Dokumentarfilm
- 1966, Magasin, Research, Kort fiktion
- 1966, Forlovelse, Research, Kort fiktion
- 1966, Den forsvundne løve, Research, Kort fiktion
- 1966, Bilen, Research, Kort fiktion
- 1967, Bevægelsen, Research, Kort fiktion
- 1967, Det blå billede, Research, Kort fiktion
- 1967, Talent, Research, Kort fiktion
- 1967, En revolutionær i et velfærdssamfund, Research, Kort fiktion
- 1967, Sangerinden, Research, Kort fiktion
- 1967, Tag en rask beslutning, Research, Kort fiktion
- 1967, Episode, Research, Kort fiktion
- 1967, Hjemturen, Research, Kort fiktion
- 1968, Tegneserie, Research, Kort fiktion
- 1976, The Building of the Trans-Iranian Railway, Instruktion, Dokumentarfilm
- 2006, Historien bag kameraet, Medvirkende, Tv-dokumentar